# Những Thiên Sứ Vô Danh
Những Thiên Sứ Vô Danh là một bộ phim TVB gồm 20 tập. Phim có sự tham gia của Xa Thi Mạn, Quách Thiện Ni và Dương Tư Kỳ trong vai cảnh sát làm việc cho CID. Họ cố gắng cân bằng giữa công việc và cuộc sống cá nhân.

## Cốt truyện
Ban đầu, Diêu Lệ Hoa (Xa Thi Mạn) và Đường Bảo Nhi hay Bowie (Dương Tư Kỳ) là Cảnh sát của Cục Tình báo Trung ương (C.I.D.). Hoa là một trung sĩ.
Sau đó, với việc Đơn vị Chống Khủng bố (CTU) yêu cầu nhiều thành viên hơn, Hoa và Bowie tạm thời được chuyển đến CTU. Tống Lạc Kỳ hay Sam (Quách Thiện Ni) là lãnh đạo của CTU. Sau khi vụ đầu tiên của họ hoàn tất, Bowie và Hoa được chuyển trở lại CID. Sam nghĩ Hoa và Bowie là những cảnh sát tuyệt vời. Với kỹ năng chiến đấu tuyệt vời của Hoa và khả năng phối hợp tay / mắt tuyệt vời của Bowie, Sam nghĩ họ nên là một phần của CTU. Vì vậy, cô ấy nói với họ hãy trải qua khóa đào tạo và cố gắng ứng tuyển.
Trong loạt phim này, có bốn vụ án chính mà CTU sẽ giải quyết.
- Vụ án thứ nhất kể về một anh chàng tên Liên Học Văn, một người kinh doanh nhưng lại vung tiền mua vũ khí trái phép. Sam cử một cảnh sát chìm là Bill, người này sau đó yêu cầu được miễn nhiệm vì anh ta biết Liên Học Văn biết về danh tính của anh ta. Bill sau đó bị giết bởi tay sai của Liên Học Văn. Sau khi Bill chết, Sam rất đau khổ và hối hận vì đã không nghe theo lời khuyên của Bill khi anh ấy yêu cầu dừng lại. Sếp của cô ấy bảo Sam tìm một cảnh sát khác để hoạt động bí mật nhưng cô ấy khuyên họ không nên. Sếp của cô ấy kiên định với những gì anh ấy đã quyết định và Sam phải chọn một người để bí mật. Trong khi điều này đang diễn ra, Hoa và Bowie đang tham gia khóa đào tạo tại CTU và sau khi hoàn thành khóa học đó, họ hiện được nhận vào đội cùng với hai người đàn ông khác. Khi họ đến CTU, Sam quyết định cử Hoa làm cảnh sát chìm của cô. Với sự hỗ trợ của CTU, cô ấy chấp nhận thử thách và lấy danh tính của Flora. Hoa từ từ hòa nhập và trở thành bạn gái của Liên Học Văn. Tuy nhiên, là một người cẩn thận, Liên Học Văn sớm nghi ngờ danh tính của cô. Chắc chắn, khi anh ta kiểm tra lý thuyết của mình, cảnh sát đã đến địa điểm được chỉ định của anh ta. Anh ta cử vệ sĩ của mình là Herman để giết Hoa. Với việc CTU mất kết nối với Hoa, cô ấy đánh nhau lớn với Herman. Sau một trận đấu gay cấn, Bowie và Sam đến hiện trường và giúp Hoa chiến đấu với Herman. Họ nhanh chóng giết Herman nhưng Liên Học Văn bảo người của mình cho nổ tung tất cả vũ khí và hầu hết bằng chứng đã bị tiêu hủy. Liên Học Văn bị xét xử vì vi phạm luật hàng hải và kinh doanh. Anh ta quyết định nhận tội vì biết mình sẽ nhận được mức án nhẹ hơn.
- Trường hợp thứ hai là về một mối đe dọa bệnh than. Người chịu trách nhiệm đòi 1 tỷ đô la Hồng Kông để ngăn chặn mối đe dọa. Sau một thời gian, CTU bắt được anh ta trong một con hẻm. Họ không tìm thấy bằng chứng về anh ta. Trước khi bị bắt, anh ta đã đặt ống bệnh than vào túi xách của một cháu bé đang học ở đầu ngõ. Cậu bé là con trai của một nhân viên quán cà phê, Lý Tiền Tấn (Tưởng Chí Quang), người đã để cậu bé trong con hẻm phía sau cửa hàng khi cậu đang làm việc. Mẹ của cậu bé đang ở Trung Quốc nhưng sắp tới sẽ đến Hồng Kông. Khi cô đến, chủ cửa hàng cà phê mời cô làm việc trong phòng của cửa hàng. Sau đó, cô bị chủ quán cà phê cưỡng hiếp khi đang làm việc. Khi chồng cô đang đối đầu với chủ cửa hàng, cô bị xe của một tên côn đồ đâm phải. Sau cái chết của vợ, anh rơi vào trạng thái trầm cảm. Anh ta tìm thấy ống bệnh than trong túi của con trai mình và quyết định trả thù cho vợ mình. Anh ta giết tên xã hội đen và chủ quán cà phê bằng ống bệnh than. Sau đó, các dịch vụ xã hội đưa con trai của anh ta vào nhà nuôi dưỡng vì người cha đã lạm dụng anh ta. Trong phiên tòa xét xử con mình, anh ta dùng súng bắt cóc con mình và đe dọa sẽ dùng thuốc mê nếu cảnh sát đến gần. Khi anh ấy ở gần rạp chiếu phim, anh ấy phát hiện ra nhân viên CTU và giơ ống ra. Bowie là người duy nhất nhìn thấy rõ anh ta và được lệnh vô hiệu hóa anh ta. Cô bắn vào ngực anh ta để kết thúc vụ án.
- Vụ án thứ ba nói về một vụ ám sát chính trị. Lý Thiên Hoa (Âu Cẩm Đường) là vệ sĩ cho một chính trị gia đến thăm Hồng Kông, và coi cảnh sát là kẻ bất tài. CTU được cử đến để hỗ trợ với sự bảo vệ của chính trị gia. Sam giao Hoa phụ trách vụ án. Lý Thiên Hoa và Hoa không hợp nhau trong thời gian đầu. Lý Thiên Hoa không hợp tác tốt với Hoa và những người còn lại trong CTU. Hoa rất cẩn thận và Lý Thiên Hoa tin tưởng vào khả năng bảo vệ thân chủ của mình. Trong một tình huống với một bellboy bí mật, Hoa giết chết Bellboy sát thủ và Lý Thiên Hoa có vẻ hơi nới lỏng với Hoa. Hoa không bỏ cuộc và đang hành động để giảm bớt sự chạy trốn trong vài ngày tới từ Lý Thiên Hoa, Hoa đã theo dõi anh ấy suốt thời gian còn lại trong ngày. Hoa sau đó phát hiện ra rằng đó không phải lỗi của Lý Thiên Hoa mà là do chính trị gia bất hợp tác. Trong một sự kiện mà chính trị gia phải tham dự, những kẻ ám sát bắt đầu nổ súng và Lý Thiên Hoa và Hoa đã tự mình chạy vào một tòa nhà để bắt sát thủ. Lý Thiên Hoa nã súng của tên sát thủ vào ngực Hoa (khi biết cô ấy đang mặc áo chống đạn) và đánh tên sát thủ bất tỉnh và vụ án kết thúc. Lý Thiên Hoa và Hoa sau đó trở thành bạn bè và Hoa rất vui vì Lý Thiên Hoa đã cứu sống cô. Lý Thiên Hoa sau đó bay trở lại với chính trị gia và rời đi.
- Vụ án cuối cùng bắt đầu khi Liên Học Văn được trả tự do vì anh ta đã bị kết án nhẹ và muốn trả thù Sam và Hoa vì những gì họ đã làm trước đó. Lý Thiên Hoa trở lại Hồng Kông và nói với Hoa rằng anh yêu cô ấy và anh có công việc mới là vệ sĩ của Liên Học Văn. Hoa phát hiện ra rằng Lý Thiên Hoa và Lý Kiên Cường (Đàm Diệu Văn), người hàng xóm kế bên mà cô ấy thích, thực ra là anh em. Liên Học Văn trên thực tế đã cấy ghép Felix, một thiên tài máy tính, vào bên trong CTU. Sau đó, Liên Học Văn giết vợ và con gái của Felix và Felix rất đau khổ và cố gắng trả thù. Felix đi giết Liên Học Văn nhưng lại bị các vệ sĩ của anh ta giết chết. Hoa đuổi theo Felix nhưng bị Liên Học Văn bắt. Liên Học Văn kiểm tra lòng trung thành của Lý Thiên Hoa ra lệnh cho anh ta giết cô. Lý Thiên Hoa không thể tự sát được Hoa nên anh ta đã bắn vào chân và vào ngực cô khi biết rằng cô sẽ mặc áo chống đạn. Hoa bị thương và nhìn thấy tình cảm của Lý Kiên Cường dành cho cô ấy nhưng cô ấy biết anh ấy đang ở bên Sam. Sam được yêu cầu nghỉ việc do một sự cố xảy ra trước đó với một nhân chứng. Nhân chứng được cho là để chứng minh Liên Học Văn là ác nhưng Liên Học Văn đã đi mua chuộc nhân chứng và nói với anh ta rằng các thành viên CTU đang lạm dụng anh ta và không lắng nghe nhu cầu của anh ta và lấy đi tự do của anh ta. Sau đó anh ta được đưa đến bệnh viện vì cố gắng tự tử. Sau đó anh ta chết vì Liên Học Văn cử người đến đóng giả làm bác sĩ và bắn cho nhân chứng một phát súng giết chết anh ta. Sam bị đổ lỗi cho điều này và được yêu cầu phải nghỉ làm. Sam nhận được những email lạ khi đưa ra những lời khuyên của cô ấy về Liên Học Văn. Sam không biết đó là ai nhưng có một gợi ý sau khi Hoa bị bắn. Sam phát hiện ra rằng đó là Lý Thiên Hoa và phát hiện ra rằng anh ta là bí mật của CIA. CIA đã yêu cầu Lý Thiên Hoa dừng nhiệm vụ và Lý Thiên Hoa đến CTU để được giúp đỡ và yêu cầu họ hỗ trợ anh ta. Sau đó Liên Học Văn phát hiện ra Lý Thiên Hoa và bắt anh ta. Liên Học Văn tức giận vì kế hoạch của anh ta đã bị hỏng và nói với Lý Thiên Hoa rằng anh ta sẽ giết anh ta, người con gái anh ta yêu và người em trai duy nhất của anh ta. Hoa, đang ở bệnh viện, vừa tỉnh dậy sau cơn hôn mê vài ngày trước. Lý Kiên Cường đang ở bệnh viện với cô ấy và Hoa nhận thấy một sát thủ được cử đến để giết họ. Cô và Lý Kiên Cường cố gắng trốn thoát nhưng Lý Kiên Cường bị bắt và Hoa trốn thoát. Sam phát hiện ra kế hoạch rời Hong Kong của Liên Học Văn. Sam cũng được yêu cầu trở lại sau thời gian nghỉ ngơi và tái dẫn dắt đội. Sam và những người còn lại của CTU đi đến địa điểm mà Liên Học Văn sẽ rời khỏi để sắp xếp vị trí của họ. Ngay trước khi rời đi, họ nhìn thấy Hoa, người nói rằng cô ấy muốn tham gia nhiệm vụ. Sam để cô ấy và họ cất cánh. Họ nhìn thấy Liên Học Văn nhưng anh ấy có Lý Thiên Hoa và Lý Kiên Cường đi cùng. Một tay súng ngẫu nhiên đến từ một chiếc thuyền và bắn Liên Học Văn đến chết. Lý Thiên Hoa sau đó trốn thoát và họ giết các vệ sĩ của Liên Học Văn. Vấn đề bây giờ là Lý Thiên Hoa và Lý Kiên Cường có gắn bom chỉ còn vài giây nữa. Lý Thiên Hoa gỡ quả bom khỏi Lý Kiên Cường và anh ta nhảy xuống đại dương. Khi mọi người tin rằng anh ấy đã chết, anh ấy đột nhiên nổi trở lại và còn sống. Vụ án sau đó được kết thúc.

Sau đó, câu chuyện tiếp tục về việc Sam và Hoa buộc Lý Kiên Cường phải chọn một trong hai người nhưng anh ta lại trốn chạy khỏi vấn đề của mình. Cuối cùng Bowie đưa ra một kế hoạch, trong đó lúc 12 giờ tùy thuộc vào màu sắc của tòa nhà sẽ quyết định anh chọn cô gái nào.
Sau đó, Sam và Hoa đi đến chỗ để xem nhưng ở vài giây cuối cùng, họ quyết định rằng điều đó không quan trọng với họ và cả hai đều rời đi. Sau đó Sam và Hoa đều phớt lờ các cuộc điện thoại của Lý Kiên Cường và họ không bao giờ gặp lại anh ta. Bộ phim sau đó kết thúc với việc họ cho thấy Lý Kiên Cường hiện đã kết hôn và có một đứa con như thế nào và Sam, Hoa, Bowie vẫn là bạn bè và yêu thích cuộc sống độc thân.

## Kết luận
Cuối cùng, Hoa và Sam đợi Cường đưa ra quyết định. Họ tin rằng tòa nhà sẽ quyết định người mà anh ta sẽ chọn. Nếu tòa nhà chuyển sang màu xanh lam vào lúc nửa đêm, anh ấy sẽ chọn Hoa, và nếu chuyển sang màu đỏ, anh ấy sẽ chọn Sam. Cả ba người họ chờ đợi câu trả lời nhưng cuối cùng, hai cô gái bỏ đi và nhận ra rằng Cường chọn ai không quan trọng. Bowie và Ming cũng chia tay. Sam, Hoa và Bowie tiếp tục cuộc sống của họ với tư cách là những người phụ nữ độc lập nhận ra rằng họ không cần đàn ông để được hạnh phúc. Cuối cùng thì Cường cũng bắt đầu một gia đình của riêng mình.

## Diễn viên
- Xa Thi Mạn (佘詩曼) trong vai Diêu Lệ Hoa 姚麗花
- Quách Thiện Ni (郭羡妮) trong vai Tống Lạc Kỳ 宋樂琦 (Sam)
- Dương Tư Kỳ (楊思琦) trong vai Đường Bảo Nhi 唐寶兒 (Bowie)
- Đàm Diệu Văn (譚耀文) vai Lý Kiên Cường 李堅強
- Hồng Thiên Minh (洪天明) trong vai Sử Nhất Minh 史一鳴
- Thạch Tu (石 修) trong vai Liên Học Văn 連學文
- Lâm Vy Thần (林韋辰) trong vai Dương Thiếu Phong 楊少峰
- Âu Cẩm Đường (歐 錦棠) trong vai Lý Thiên Hoa 李天華
- Diêu Gia Ni (姚嘉妮) trong vai Phương Tiểu Nhàn 方小嫻 (Susan)
- La Mãn (羅 莽) trong vai Diêu Anh Bưu 姚英彪 (Cha của Diêu Lệ Hoa)
- Lạc Đạt Hoa (駱達華) trong vai Lữ Tuấn Kiệt 呂俊傑
- Châu Gia Di (周家怡) trong vai Jammy
- Huỳnh Đức Bân (黃德斌) trong vai Kim Tử Hùng 金子雄
- Tưởng Chí Quang (蔣志光) trong vai Lý Tiền Tấn 李前進
- Chân Chí Cường (甄志強) trong vai Tom
- La Lan (羅蘭) trong vai Lục Thư 六 姐